# ジェアン・シウバ
ジェアン・シウバ（Jean Silva、1996年12月13日 - ）は、ブラジルの男性総合格闘家。サンパウロ州フォス・ド・イグアス出身。ファイティング・ナーズ所属。UFC世界フェザー級ランキング10位。

## 来歴
家庭環境の影響で幼少期からメンタルヘルスの問題に苦しみ、妻の助けを借りてムエタイを始めた。2016年、プロ総合格闘技デビュー。
2023年9月5日、Dana White's Contender Series 61でケビン・ヴァシェホスと対戦し、3-0の判定勝ちを収め、UFCとの契約権を獲得した。

### UFC
2024年1月13日、UFC初参戦となったUFC Fight Night: Ankalaev vs. Walker 2でウェスティン・ウィルソンと対戦し、右アッパーで1RTKO勝ち。
2024年6月29日、UFC 303でシャルル・ジョーデインと対戦し、右アッパーで2RKO勝ち。この試合はシウバの体重超過により、147.5ポンド契約で行われた。
2024年7月13日、ライト級契約となったUFC on ESPN: Namajunas vs. Cortezでドリュー・ドーバーと対戦。カウンターのスピニングバックエルボーを効かせるなどスタンドで優勢となり、3RにドクターストップでTKO勝ち。ファイト・オブ・ザ・ナイトを受賞した。試合後、シウバは1Rの時点で両手を骨折していたことを明かした。
2025年2月22日、UFC Fight Night: Cejudo vs. Songでメルシック・バグダサリアンと対戦し、右ストレートでダウン奪いボディへの肘打ち連打で1RTKO勝ち。パフォーマンス・オブ・ザ・ナイトを受賞した。
2025年4月12日、UFC 314でフェザー級ランキング13位のブライス・ミッチェルと対戦し、ニンジャチョークで2R一本勝ち。パフォーマンス・オブ・ザ・ナイトを受賞した。

## 戦績

### 総合格闘技
| 総合格闘技 戦績 | 総合格闘技 戦績 | 総合格闘技 戦績 | 総合格闘技 戦績 | 総合格闘技 戦績 | 総合格闘技 戦績 | 総合格闘技 戦績 |
| --------------- | --------------- | --------------- | --------------- | --------------- | --------------- | --------------- |
| 18 試合         | (T)KO           | 一本            | 判定            | その他          | 引き分け        | 無効試合        |
| 16 勝           | 12              | 3               | 1               | 0               | 0               | 0               |
| 2 敗            | 0               | 0               | 2               | 0               | 0               | 0               |

| 勝敗 | 対戦相手                                     | 試合結果                                         | 大会名                                 | 開催年月日     |
|      | ディエゴ・ロペス                             |                                                  | UFC Fight Night: Lopes vs. Silva       | 2025年9月13日  |
| ○    | ブライス・ミッチェル                         | 2R 3:52 ニンジャチョーク                         | UFC 314: Volkanovski vs. Lopes         | 2025年4月12日  |
| ○    | メルシック・バグダサリアン                   | 1R 4:15 TKO（右ストレート→ボディへの肘打ち連打） | UFC Fight Night: Cejudo vs. Song       | 2025年2月22日  |
| ○    | ドリュー・ドーバー                           | 3R 1:28 TKO（ドクターストップ）                  | UFC on ESPN 59: Namajunas vs. Cortez   | 2024年7月13日  |
| ○    | シャルル・ジョーデイン                       | 2R 1:22 KO（右アッパー）                         | UFC 303: Pereira vs. Procházka 2       | 2024年6月29日  |
| ○    | ウェスティン・ウィルソン                     | 1R 4:12 TKO（右アッパー）                        | UFC Fight Night: Ankalaev vs. Walker 2 | 2024年1月13日  |
| ○    | ケビン・ヴァシェホス                         | 5分3R終了 判定3-0                                | Dana White's Contender Series 61       | 2023年9月5日   |
| ○    | シャヒン・ナジャフィ                         | 1R 2:15 TKO（棄権）                              | Spartacus Fight Event 34               | 2023年3月25日  |
| ○    | ヴァルデミール・カルドソ                     | 1R 2:59 KO（右ストレート）                       | Spartacus Fight Event 28               | 2023年2月4日   |
| ○    | チアゴ・ソウザ                               | 1R 0:50 ギロチンチョーク                         | RFA Fight 1: Floripa x Goiânia         | 2021年8月8日   |
| ○    | アドリアーノ・ソウザ                         | 1R 4:22 KO（左フック→パウンド）                  | Road to Future 1                       | 2021年6月27日  |
| ○    | タミレイ・ラセルダ                           | 1R 4:28 KO（飛び膝蹴り）                         | Cidade da Luta 5                       | 2020年3月8日   |
| ○    | アントニオ・エンリケ・サントス・ジ・ミランダ | 1R 3:21 ギロチンチョーク                         | MTK MMA Brasil 1                       | 2019年4月27日  |
| ○    | ムニス・マルチンス・ドス・サントス           | 1R 2:10 TKO（スタンドパンチ連打）                | MF Fighters 1                          | 2018年11月10日 |
| ×    | ガブリエル・ジュラップ・デ・リマ             | 5分3R終了 判定0-3                                | São José Super Fight: Qualifying       | 2018年4月18日  |
| ○    | ルーカス・ヴィニシウス・ラザルケビッチ       | 2R 3:43 TKO（ドクターストップ）                  | Blackout FC 5                          | 2017年12月16日 |
| ×    | ペドロ・エンリケ                             | 5分3R終了 判定1-2                                | Aspera FC 52                           | 2017年5月21日  |
| ○    | アンデルソン・ヘナン・クラウス               | 2R 3:11 TKO（パンチ連打）                        | Aspera FC 50                           | 2017年3月18日  |
| ○    | ロレンゾ・ホドリゲス                         | 1R 0:15 KO（右ストレート→パウンド）              | Aspera FC 48                           | 2016年11月19日 |

## 表彰
- UFC ファイト・オブ・ザ・ナイト（1回）
- UFC パフォーマンス・オブ・ザ・ナイト（2回）